# Art Carnuntum - Welttheater Festival
Art Carnuntum ist ein internationales Theaterfestival in Österreich, welches jährlich Stücke des klassischen Theaters in Inszenierungen renommierter Künstler und von Theatern aus aller Welt im niederösterreichischen Petronell-Carnuntum präsentiert.

## Beschreibung

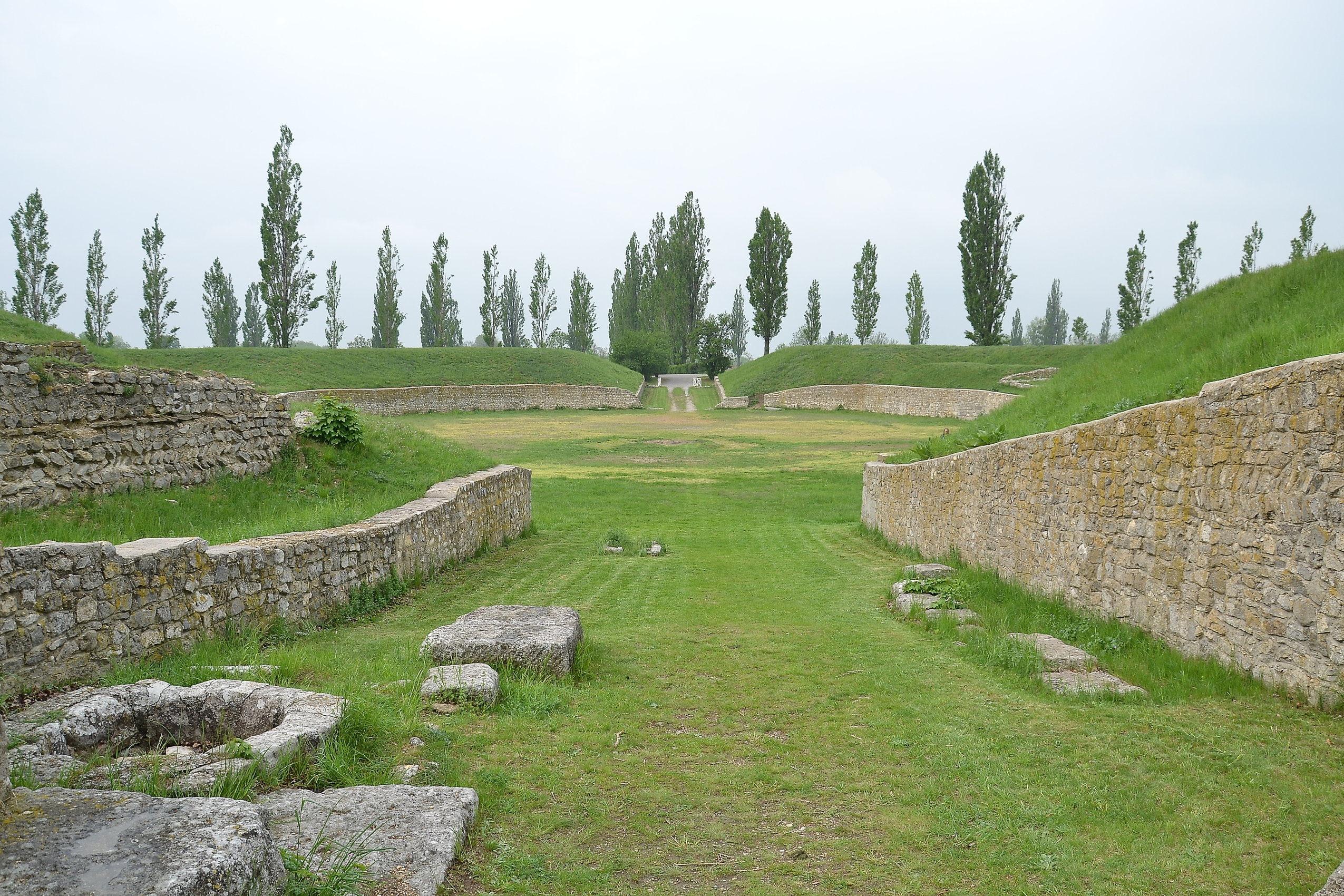
Amphitheater in Petronell-Carnuntum, 2013

Art Carnuntum wurde 1989 von Piero Bordin gegründet
Durch die Initiative Art Carnuntum wurde das beinahe 2000 Jahre alte Amphitheater in Petronell-Carnuntum zu neuem Leben erweckt. Das Festival möchte eine aktuelle Verbindung zu den Theaterfesten der griechischen Antike herstellen.
Mit seinem antiken Schwerpunkt, seiner historischen Spielstätte und den internationalen Gästen ist Art Carnuntum einzigartig in der österreichischen Theaterlandschaft. Seit über 30 Jahren werden dort internationale Produktionen antiker Dramen, von Bühnenklassikern des europäischen Theaters und exemplarische Stücke des Gegenwartstheaters vorgestellt.

## Gastspiele
Bisher präsentierten u. a. das Royal National Theatre London, das La MaMa Theater New York, das Piccolo Teatro di Milano, die Ruhrfestspiele Recklinghausen, die Suzuki Company of Toga, das Taganka Theater Moskau, das Theatre National du Luxembourg, das Kroatische Nationaltheater Split, das Roma Theater Pralipe, das Istituto Nazionale del Dramma Antico Rom-Syrakus, Shakespeare’s Globe Theatre London und Theatergrößen wie Tony Harrison, Sir Peter Hall, Michael Cacoyannis, Jula Jannaki, Peter Brook, Gerárd Depardieu, Hansgünther Heyme, Peter Stein Ellen Stewart, Tadashi Suzuki, Salvador Tavora, Theodoros Terzopoulos oder Robert Wilson ihre neuesten Inszenierungen im Rahmen des Welttheater-Festivals Art Carnuntum.
Im Jahr 2023 inszenierte Savvas Stroumpos Antigone. Zudem gab es u. a. Gastspiele von Lord Chamberlain’s Men mit Shakespeares „Romeo & Julia“ und das Ensemble „Bluadschwitz Blackbox“ trat mit „Heraklit und Geheimnisse des Übergangs“ auf.

## Intendanten
Von 1989 bis 2021 leitete der Initiator Piero Bordin das Art Carnuntum Welttheater - Festival. Seit 2021 leitet Bordins Tochter Constantina Bordin das Festival. Nach einer Elternzeit im Jahr 2022 hat sie als Intendantin für das Jahr 2023 wieder ein vielseitiges Programm für das Festival zusammengestellt.